# PlanetBoom
PlanetBoom(함경민)은 펜타비전에서 사운드 프로듀서를 맡고 있는 대한민국의 게임 음악 작곡가이다. 이전에 Winter Green라는 인디 밴드에서 활동하다가 활동이 중지되자 게임 음악 작곡가로 전향했다. 2009년 3월 7일 Miya(이행미)와 결혼 한다는 소식을 발표했다.
그리고 2013년 경, 플래닛(Planet)팀을 만들고, 함경민은 팀장이 되어 디제이맥스 테크니카 Q를 제작하였다.
2013년 11월 13일 수요일, 자신의 트위터에 '이제 Q를 끝으로 DJMAX를 떠나게 되었다.'라고 알리며 네오위즈의 퇴사 소식을 밝혔다.
이로써 DJMAX에서 활동한 또 하나의 거장이 사라지게 되었다.
이후 누리조이의 실장으로 입사하여 현재에 이르고 있다.

## 주요 작곡 작품
- DJMax 온라인(2005, 펜타비전)
  - Dancin' Planet
  - River Flow

- DJMax Portable (2006, 펜타비전)
  - Lucy

- DJMax Portable 2(2007, 펜타비전)
  - Brandnew Days

- DJMax 메트로 프로젝트(2008, 펜타비전)
  - Lovely Hands
  - Keys to the world

- S4리그(2007, 펜타비전)
  - Supersonic
  - ZET(공동작곡 : BEXTER)
  - MonoXide

- DJMax TECHNIKA2 (2010, 펜타비전)
  - The Radicals